# Adam Heidt
Adam Heidt (Huntington, 11 ottobre 1977) è un ex slittinista statunitense.

## Biografia
Iniziò a gareggiare per la nazionale statunitense nelle varie categorie giovanili nella specialità del singolo, ottenendo tre medaglie ai campionati mondiali juniores: quella d'oro nella gara a squadre e quella d'argento nell'individuale a Calgary 1996 nonché quella di bronzo nella prova a squadre ad Igls 1994.
A livello assoluto esordì in Coppa del Mondo nella stagione 1996/97 conquistò il suo unico podio il 20 dicembre 1998 nel singolo a Winterberg (3°) ed in classifica generale come miglior risultato si piazzò al quarto posto nel singolo nel 1998/99.
Partecipò a due edizioni dei Giochi olimpici invernali, entrambe le volte esclusivamente nella prova individuale: a Nagano 1998 terminò in nona posizione mentre a Salt Lake City 2002 giunse quarto.
Prese parte altresì a cinque edizioni dei campionati mondiali, ottenendo quali migliori risultati la quarta piazza nella prova a squadre a Sankt Moritz 2000 e nel singolo a Sigulda 2003.
Si ritirò dalle competizioni al termine della stagione 2003/04, dopo che nell'ultimo anno aveva preso parte solo a competizioni nazionali.

## Palmarès

### Mondiali juniores
- 3 medaglie:
  - 1 oro (gara a squadre a Calgary 1996);
  - 1 argento (singolo a Calgary 1996);
  - 1 bronzo (gara a squadre ad Igls 1994).

### Coppa del Mondo
- Miglior piazzamento in classifica generale nel singolo: 4° nel 1998/99.
- 1 podio (nel singolo):
  - 1 terzo posto.